# كارميلو ديلغادو ديلغادو
كارميلو ديلغادو ديلغادو (بالإنجليزية: Carmelo Delgado Delgado)‏ هو عسكري أمريكي، ولد في 20 أبريل 1913 في ويامة ‏ في الولايات المتحدة، وتوفي في 29 أبريل 1937 في بلد الوليد في إسبانيا.